# Carl Heinrich Martin Bauer
Carl Heinrich Martin Bauer (* 27. Juni 1829 in Hamburg; † 15. Mai 1904 ebenda) war ein Hamburger Maurer, Architekt und Mitglied des Reichstages.
Bauer machte eine Maurerlehre in Hamburg und wurde Maurermeister, später war er auch als Architekt tätig. Er war Mitglied der hamburgischen Handels- und Gewerbekammer und des Hamburger Künstlervereins von 1832. Bauer war außerdem in den Leitungsorganen der allgemeinen Gewerbeschule und der Schule für das Bauhandwerk engagiert.
Bauer wurde 1874 in die Hamburgische Bürgerschaft gewählt, der er als Mitglied der Fraktion der Linken bis 1877 angehörte. Bauer wurde als Kandidat der Nationalliberalen Partei in der Reichstagswahl 1877 für den Reichstagswahlkreis Freie und Hansestadt Hamburg 2 gewählt. Er gehörte dem Reichstag bis 1880 an. Er schied am 12. Juli 1879 aus seiner Fraktion aus und legte sein Mandat am 24. Februar 1880 nieder. Bei der daraufhin notwendigen Nachwahl konnte am 27. April 1880 Georg Wilhelm Hartmann (SAP) das Mandat erlangen.